# Pompe à vide
Pour les articles homonymes, voir Pompe (homonymie) et vide.

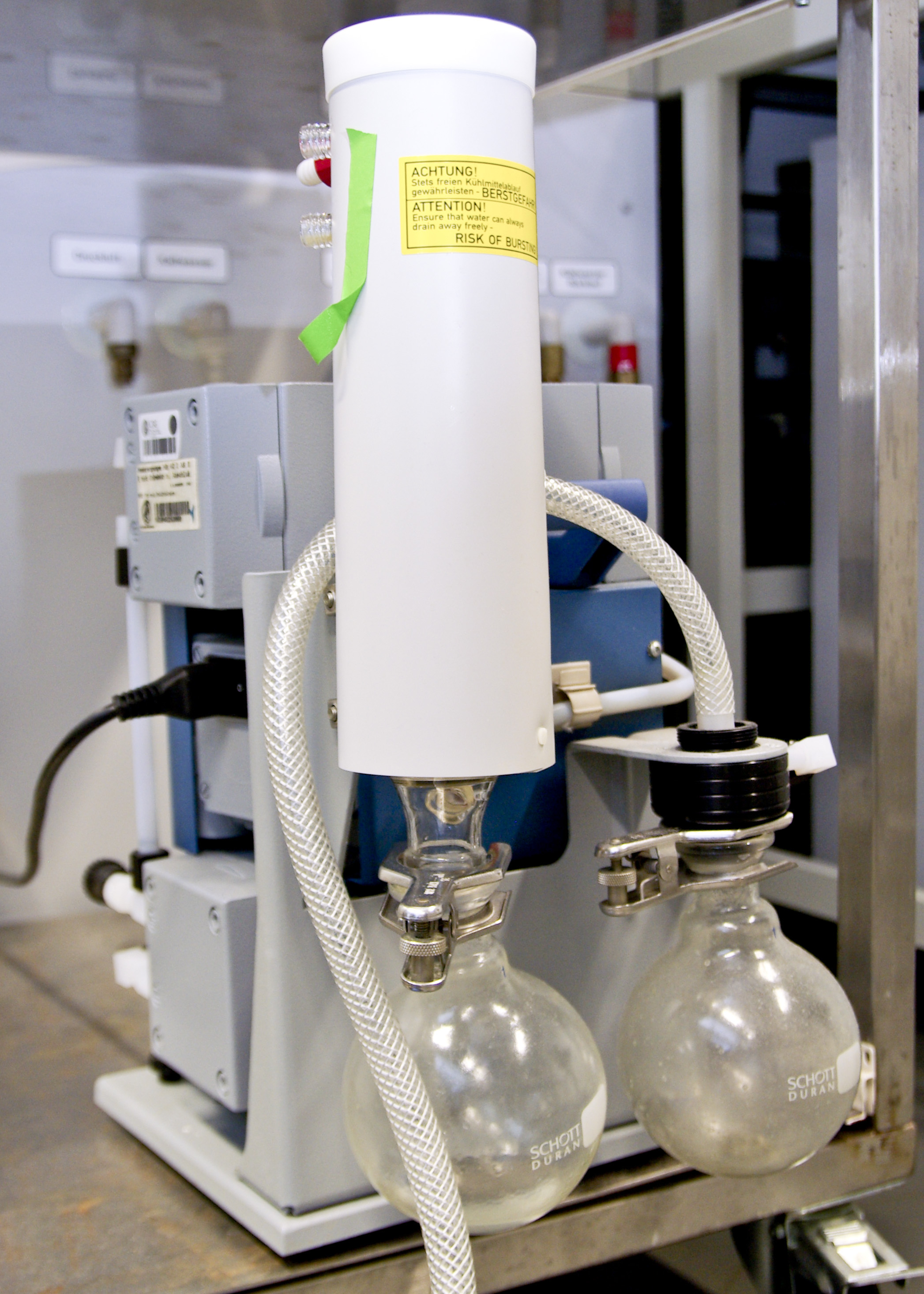
Pompe à vide utilisée dans un laboratoire

Une pompe à vide est un type de pompe permettant de faire le vide, c'est-à-dire d'extraire l'air ou tout autre gaz contenu dans une enceinte close, afin d'en diminuer la pression.
Le vide d’une enceinte est dépendant du nombre de molécules présent dans son volume. On exprime généralement le vide à l’aide de la grandeur physique pression, qui est proportionnelle au nombre de molécules présentes dans le volume, selon la loi des gaz parfaits : {\displaystyle PV=nRT}.
À partir du moment où la pression dans l’enceinte est inférieure à celle de la pression atmosphérique, (c’est-à-dire que le nombre de molécules présentes dans le volume fermé est inférieur au nombre de molécules qui seraient présentes dans le même volume ouvert à pression atmosphérique), on considère que l’installation est dans le domaine du vide.
Ainsi, le terme « basse pression » est parfois utilisé à la place de « vide ».

## Type de pompes

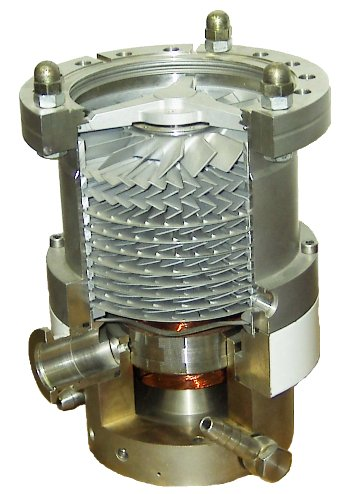
Vue en coupe d'une pompe à vide turbomoléculaire.

Il existe différents systèmes de pompes à vide, dont le choix dépend entre autres de la qualité du vide désirée.
On différencie tout d'abord les pompes à fixation, qui fixent les molécules sur une paroi solide, et les pompes de transfert ou d'extraction. Ces pompes de transfert ou extraction sont divisés en deux groupes, les pompes volumétriques, dans lesquelles un volume de gaz est cycliquement isolé puis transféré, et les pompes cinétiques, dans lesquelles une quantité de mouvement est donné aux molécules à évacuer. Enfin, ces pompes cinétique peuvent fonctionner à l'aide d'un entraînement mécanique ou par l'utilisation d'un fluide moteur.
Les différentes pompes à vide existantes peuvent être classifiées ainsi :
- Pompe à fixation
- Pompe de transfert/extraction
  - Pompe volumétrique
  - Pompe cinétique
    - Pompe à fluide moteur
    - Pompe à entraînement mécanique

Les technologies les plus courantes sont :
- pour avoir un vide primaire[a] :
  - éjecteur à vide utilisant la vapeur ou un gaz comprimé ;
  - trompe à eau (103 Pa) ;
  - pompe à membrane (102 Pa) ;
  - pompe à palettes (lubrifiées ou sèches) (102 Pa) ;
  - pompe à piston ;
  - pompe à mercure (1 mPa) ;
  - pompe à anneau liquide ;
  - pompe Roots ;
  - pompe à vis ;
- pour avoir un vide secondaire[a] : 
  - pompes turbomoléculaires, moléculaires et hybrides, elles peuvent être conventionnelles sur roulements à billes ou sans contact grâce à l'utilisation de la sustentation magnétique,
  - pompe à diffusion ;
- pour avoir un ultravide :
  - pompe ionique (en) ;
  - pompe à sublimation :
    - pompe à sublimation de titane (en) ;

  - pompe cryostatique ;
  - compresseur (pompe primaire pouvant être reliée à des pompes sèches et volumétriques) ;
  - cryopompe.

## Évacuation des gaz
Les gaz à évacuer sont d'une part ceux présents au début de la mise sous vide (généralement à la pression atmosphérique) et d'autre part ceux émanant de phénomènes parasites qui se produisent au cours de la diminution de pression.

### Vaporisation.
À une température donnée, si la pression diminue, un matériau présent peut passer sous forme gazeuse. Ainsi, lors du processus de pompage, des molécule proches de la surface du matériau (paroi de l’enceinte ou matériau solide ou liquide présent dans l’enceinte) peuvent se vaporiser. Ce phénomène est accentué si la température est élevée.

Sur ce diagramme de phase de l'eau, on constate qu'à température fixe, si la pression diminue suffisamment, l'eau passe à l'état gazeux.

Si l’enceinte n’est pas à température uniforme, ces vapeurs peuvent se déposer sur une surface froide et retourner à l’état liquide.

### Dégazage.
Le molécules gazeuses présente à la surface d’un matériau car ayant été adsorbées ou absorbées physiquement ou chimiquement peuvent être désorbées.
Les molécules gazeuses présentes à l’intérieur d’un matériau peuvent être diffusées du matériau vers l'intérieur de l'enceinte.
Le dégazage est la combinaison de ces phénomènes. Une température élevée favorise ce dégazage. Le dégazage dépend des matériaux utilisés et des traitements de surfaces ayant été réalisés sur ces matériaux.

### Perméation
La perméation désigne la capacité qu’a un gaz (extérieur à l’enceinte) à pénétrer dans celle-ci en passant à travers les parois. Cette capacité est mesurée grâce au coefficient de perméabilité, et diffère selon les gaz et les matériaux. Elle détermine souvent la pression limite qu’il est possible d’atteindre dans une installation.

### Transporisation
La transporisation désigne l’écoulement d’un gaz dans un solide à travers des canaux capillaires, c'est-à-dire de fins canaux présents dans le matériau. Ce phénomènes est différent de celui de la perméation, car il résulte d’un défaut d’étanchéité de l’enceinte (défaut d’homogénéité dans le métal par exemple).

### Fuite
On distingue les fuites réelles, issues d’un défaut d’étanchéité, et les fuites virtuelles ou fuites internes. Ces fuites virtuelles peuvent avoir une origine structurelles : bulle de gaz occluse lors de l’élaboration du matériau. Cela créera une fuite faible et limitée dans le temps.

### Propreté du vide
On définit la propreté du vide en fonction de la nature chimique des molécules résiduelles dans l’enceinte. Lors du processus de pompage, l’enceinte peut être contaminée par des produits issus des pompes, par exemple par la rétrodiffusion.Ce phénomène est rencontré lors de l’utilisation de pompes à diffusion ou de pompes turbomoléculaires, lorsque des molécules issues du fluide moteur (dans le cas d’une pompe à diffusion) ou de l’huile de graissage des paliers (dans le cas d’une pompe turbomoléculaire) s’échappent vers l’enceinte à pomper.

## Vides primaires et secondaires.
Les pompes permettant d’obtenir un vide très poussée ne peuvent pas toujours refouler à pression atmosphérique. Dans cette situation, il peut souvent être nécessaire d’installer deux pompes en série : la première, refoulant à la pression atmosphérique, permettant d’obtenir un vide primaire, en général de l’ordre de grandeur de 1 Pa. La seconde, refoulant à pression du vide primaire, permet d’obtenir un vide secondaire plus poussée.
La première pompe permettant d’obtenir le vide primaire, est très importante. Généralement, le vide primaire permet d’évacuer 99,99 % des molécules présentes initialement dans l’enceinte. Dans le domaine du vide primaire, les gaz s’écoulent dans les régimes d’écoulement dits turbulents, visqueux et laminaires, tandis que dans le vide secondaire, le régime d’écoulement est dit moléculaire.

## Utilisations
- Conditionnement sous vide
- Dégazage sous vide
- Revêtement sous vide

Pompe à vide d'une centrale électrique à vapeur. Au second plan, le condenseur dans lequel le vide doit être maintenu. Le condensat va être réinjecté à forte pression par la pompe alimentaire vers les surchauffeurs de la chaudière.

- Pressage, façonnage et laminage sous vide
- Levage/manutention sous vide
- Assistance au freinage dans l'automobile (montée en bout d'arbre à cames sur les véhicules Diesel principalement)

## Accessoires
Pour protéger les pompes à vides de certains constituants indésirables de la phase gazeuse, un piège est utilisé. Ce piège peut être un piège à froid qui fonctionne par condensation, un piège à sorption qui fonctionne par sorption ou un piège à ions qui fonctionne par ionisation.
Pour réduire la perte d'huile de la pompe à vide, un séparateur d'huile est utilisé. Pour éliminer les contaminants de l'huile, un purificateur d'huile est utilisé.

## Historique
- 1659 : pompe à air de Robert Boyle